# Український перегляд
Український перегляд (пол. Przegląd ukraiński) — щотижнева телепередача, що виходить на телеканалі «TVP3 Białystok» українською мовою.

## Про програму
Програма «Українського огляду» містить інформаційні матеріали зі звітів про культурно-музичні події, різні типи зустрічей, організованих за участю української діаспори Підляшшя, колонки на історичну та соціокультурну тематику, бесіди. Фольклор і народна творчість, а також викладання української мови займають особливе місце в ефірах. 
Перша україномовна програма на польському телебаченні з'явилася на цьому ж каналі березні 1997 року як півгодинна програма, але згодом ефірний час скорочено наполовину, за винятком того 14-хвилинної програми, яка виходила двічі на місяць. З 1999 року трансляція виходила як щотижнева 10-хвилинна частина блоку «Самі про себе», а з 2003 року знову як незалежна програма під назвою «Український огляд».
Єжи Місеюк та Славомир Савчук були першими, хто редагував та транслював програму у 1995 році, яких в 1999 році замінила Людмила Лабович (Філімонюк). Малгожата Бакунович певний час співпрацювала з програмою, готуючи матеріали в Мазурії для «Українських новин» на «TVP3 Olsztyn» спочатку як одну програму для двох телеканалів.
У студії як ведуча з'явилася Малгожата Драль (Поплавська), яка інколи готувала свої матеріали, та Олена Рутковська. Анна Куптель (Лукашук) є ведучою програми з 2000 року. У 2005-2006 роках її співведучою була Ельжбета Мартинюк, а з 2008 року дві змінні ведучі: Анна Куптель та Анна Киризюк. Програма «Самі про себе» була визнана на першому національному та етнічному фестивалі кіно та телебачення з меншин «Вдома», який відбувся в 1997 році в Кракові та Перемишлі. У конкурсі, що проводився, програма отримала перше місце та нагороду від Європейської асоціації етнічного мовлення, одного з співорганізаторів фестивалю.
У 2002 році в Ужгороді на четвертому Міжнародному фестивалі національних меншин радіо та телебачення «Моя країна», в якому взяли участь представники національних меншин з 23 країн Європи, Єжи Місеюк отримав почесну грамоту Міжнародної конференції організацій журналістів за видатні заслуги в розвиток міжнародних відносин між журналістськими організаціями та наголос на ролі засобів масової інформації у житті світової спільноти. На цьому ж фестивалі відзнаку отримала українська частина програми «Самі про себе».
З 2001 року програма створюється як продукт для закордонного мовлення виробничою компанією «Jerzy Misiejuk Produkcja Programów».
Програма реалізовується за погодженням з організаціями меншин на Підляшші.

## Ведучі
- Малгожата Драль (Поплавська) та Елена Рутковська (1997–1999)
- Анна Куптель (Лукашук) (з 2000 року)
- Ельжбета Мартинюк (2005–2006)
- Анна Куптель та Анна Кіризюк (з 2008 року)
- Магда Тимошевич (з 2015 року).